# UFC 174
UFC 174: Johnson vs. Bagautinov foi um evento de artes marciais mistas promovido pelo Ultimate Fighting Championship, ocorrido em 14 de junho de 2014, no Rogers Arena, em Vancouver, no Canadá.

## Background
O evento principal foi a luta pelo Cinturão Peso Mosca do UFC entre o campeão Demetrious Johnson e o desafiante russo Ali Bagautinov.
Germaine de Randamie enfrentaria Milana Dudieva no evento, porém um problema com o visto para entrar no país tirou Randamie do evento, que acabou sendo substituída por Valérie Létourneau. No entanto, Dudieva também se lesionou e foi substituída por Elizabeth Phillips.

## Card Oficial
Nota 1 Pelo Cinturão Peso Mosca do UFC

## Bônus da Noite
- Luta da Noite:  Kajan Johnson vs.  Tae Hyun Bang
- Performance da Noite:  Tae Hyun Bang e  Kiichi Kunimoto